# StarForce
StarForce é um mecanismo software de proteção anticópia desenvolvido pela Protection Technology.
Conforme a Protection Technology, os  produtos protegidos com o StarForce dificultam a engenharia reversa.